# 법인신탁
법인신탁(corporate trust), 기업신탁 또는 신탁(trust)은 상당한 시장 지배력을 가진 사업 이익의 대규모 그룹으로, 코퍼레이션 또는 다양한 방식으로 서로 협력하는 기업 그룹으로 구체화될 수 있다. 이러한 방법에는 무역 협회 구성, 상호 주식 소유, 기업단체(때때로 구체적으로 복합기업) 구성 또는 이들의 조합이 포함될 수 있다. '신탁'의 영단어 trust라는 용어는 역사적 의미에서 19세기와 20세기 초 제2차 산업 혁명 기간 동안 미국에서 독점 또는 거의 독점에 가까운 기업을 지칭하는 데 자주 사용된다. 이 기간 동안 기업 신탁을 사용하는 것이 "반독점법(antitrust law)"이라는 이름이 붙은 역사적 이유이다.
신탁법과 관련하여 더 넓은 의미에서 신탁은 영국 법률, 특히 형평법에서 수세기에 걸쳐 개발되고 인정된 원칙을 기반으로 한 법적 합의로, 이를 통해 한 당사자가 특정 재산의 법적 소유권과 소유권을 다른 당사자(수탁자)에게 전달한다. 수탁자는 해당 자산을 보유하고, 해당 자산으로 인한 모든 이익은 다른 사람인 수혜자에게 귀속된다. 예를 들어, 신탁은 일반적으로 자녀와 다른 가족 구성원의 이익을 위해 상속을 유지하는 데 사용된다. 비즈니스에서는 기업체를 수탁자로 하는 이러한 신탁이 때때로 시장에 대한 완전한 통제권을 행사하기 위해 여러 대기업을 결합하는 데 사용되었으며, 이것이 좁은 의미의 용어가 더 넓은 의미에서 파생된 방식이다.
미국에서는 20세기 초 미국 주들이 새로운 기업 설립을 더 쉽게 만드는 법을 통과시키면서 기업 신탁의 사용이 사라졌다.